# Garcinia rostrata
Garcinia rostrata är en tvåhjärtbladig växtart som beskrevs av Justus Carl Hasskarl och Joseph Dalton Hooker. Garcinia rostrata ingår i släktet Garcinia och familjen Clusiaceae. Inga underarter finns listade i Catalogue of Life.